# Altendorf (Oberpfalz)
Altendorf je obec ve vládním obvodě Horní Falc v zemském okrese Schwandorf v Bavorsku.

## Poloha
Obec se nachází v regionu Horní Falc-sever, devět kilometrů jihovýchodně od města Nabburg na řece Švarcavě. Altendorfem prochází státní silnice z Nabburgu do Neunburgu vorm Wald.

### Sousední obce
Altendorf sousedí s následujícími obcemi od severu: Guteneck, Niedermurach, Schwarzhofen, Neunburg vorm Wald, Schwarzach bei Nabburg, Nabburg.
| Růžice kompasu | Nabburg                | Guteneck              | Niedermurach | Růžice kompasu |
| Růžice kompasu | Schwarzach bei Nabburg | Sever                 | Niedermurach | Růžice kompasu |
| Růžice kompasu | Schwarzach bei Nabburg | Altendorf (Oberpfalz) | Niedermurach | Růžice kompasu |
| Růžice kompasu | Schwarzach bei Nabburg | Jih                   | Niedermurach | Růžice kompasu |
| Růžice kompasu | Schwarzach bei Nabburg | Neunburg vorm Wald    | Schwarzhofen | Růžice kompasu |

## Historie
První zmínka o Altendorfu pochází z roku 1118, kdy byl Erchinbertus z Altindorfu svědkem darování markraběcího panství Reichenbach stejnojmennému klášteru. Jméno obce může být odvozeno jak od přídavného jména starý, tak od osobního jména Alto. Altendorf byl před rokem 1800 úředním sídlem a patřil pod berní úřad Amberg a zemský soud Nabburg.
Současná obec vznikla v průběhu správních reforem v Bavorském království na základě obecního výnosu z roku 1818.